# Svenska Bastuakademien
Svenska Bastuakademien är en ideell förening som är religiöst och politiskt obunden. Bastuakademien bildades i december 1988 i kulturbastun i Jukkasjärvi och har idag sitt kansli och säte i Kukkolaforsen i Haparanda kommun. Idag[när?] har Bastuakademien 400 medlemmar, bland medlemmarna finns både privatpersoner, företag och organisationer. Syftet med Svenska Bastuakademien är att öka kunskapen om och intresset för bastukulturen. Föreningen arrangerar varje år firandet av den nationella bastudagen som arrangeras på den andra lördagen i juni. 
Mottot för Svenska Bastuakademien är In Sauna Veritas – I bastun råder sanningen.
Hedersmedlemmar är bland andra Per-Ola Eriksson, Carl-Uno Hanno, Lennart Koskinen och Arja Saijonmaa.